# ۹۸۳ (قمری)
۹۸۳ (قمری)، نهصد و هشتاد و سومین سال در گاهشماری هجری قمری است. اول محرم این سال برابر با بیست و دوم آوریل سال ۱۵۷۵ میلادی است.

## وابسته
- شیخ بهایی
- سعدیان